# Гардін (округ, Огайо)
40°40′ пн. ш. 83°40′ зх. д. / 40.66° пн. ш. 83.66° зх. д.
О́круг Га́рдін (англ. Hardin County) — округ (графство) у штаті Огайо, США. Ідентифікатор округу 39065.

## Історія
Округ утворений в 1820 році, а пізніше реорганізований в 1833.

## Демографія
За даними перепису
2000 року
загальне населення округу становило 31945 осіб, зокрема міського населення було 14595, а сільського — 17350.
Серед мешканців округу чоловіків було 15641, а жінок — 16304. В окрузі було 11963 домогосподарства, 8129 родин, які мешкали в 12907 будинках.
Середній розмір родини становив 3,03.
Віковий розподіл населення поданий у таблиці:
| Стать    | До 15 років | 15-21 | 22-29 | 30-39 | 40-49 | 50-65 | 65-85 | Понад 85 |
| -------- | ----------- | ----- | ----- | ----- | ----- | ----- | ----- | -------- |
| Чоловіки | 3323        | 2377  | 1777  | 2111  | 2116  | 2252  | 1548  | 137      |
| Жінки    | 3112        | 2301  | 1822  | 2022  | 2155  | 2453  | 2051  | 388      |

## Суміжні округи
- Генкок — північ
- Ваяндот — північний схід
- Меріон — схід
- Юніон — південний схід
- Лоґан — південь
- Оґлез — південний захід
- Аллен — північний захід

## Виноски
1. ↑  Ohio County Profiles: Hardin County. Ohio Department of Development. Архів оригіналу (PDF) за 13 липня 2013. Процитовано 28 квітня 2007.
2. ↑  Ohio: Individual County Chronologies. Ohio Atlas of Historical County Boundaries. The Newberry Library. 2007. Архів оригіналу за 6 квітня 2016. Процитовано 14 лютого 2015.
3. ↑  U.S. Decennial Census. United States Census Bureau. Архів оригіналу за 12 травня 2015. Процитовано 8 лютого 2015.
4. ↑  Historical Census Browser. University of Virginia Library. Архів оригіналу за 11 серпня 2012. Процитовано 8 лютого 2015.
5. ↑  Forstall, Richard L., ред. (27 березня 1995). Population of Counties by Decennial Census: 1900 to 1990. United States Census Bureau. Архів оригіналу за 14 лютого 2015. Процитовано 8 лютого 2015.
6. ↑  Census 2000 PHC-T-4. Ranking Tables for Counties: 1990 and 2000 (PDF). United States Census Bureau. 2 квітня 2001. Архів оригіналу (PDF) за 18 грудня 2014. Процитовано 8 лютого 2015.
7. ↑  State & County QuickFacts. United States Census Bureau. Архів оригіналу за 6 червня 2011. Процитовано 8 лютого 2015.(англ.) Наведено за англійською вікіпедією.
8. ↑  American FactFinder. Бюро перепису населення США. Архів оригіналу за 21 травня 2008. Процитовано 31 січня 2008.

| США | Це незавершена стаття з географії США. Ви можете допомогти проєкту, виправивши або дописавши її. |